# Mirei Kiritani
Mirei Kiritani (jap. 桐谷 美玲 Kiritani Mirei; ur. 16 grudnia 1989 w prefekturze Chiba) – japońska modelka i aktorka. Po opuszczeniu poprzedniej agencji, działa jako freelancerka, koncentrując się na pracy modelki. Na początku swojej kariery określano ją mianem „Najpiękniejszej dziewczyny w Chibie”. Pięć razy figurowała na liście „100 najpiękniejszych twarzy świata”.

## Życiorys

### Wczesne życie
Kiritani urodziła się 16 grudnia 1989 roku w prefekturze Chiba. Od piątej klasy podstawówki do drugiej gimnazjum mieszkała w Takatsuki, w prefekturze Osaka.

### Kariera
Zauważono ją i wkroczyła do branży rozrywkowej w 2005 roku, będąc uczennicą pierwszej klasy liceum. W roku 2006 po raz pierwszy pojawiła się na ekranie w dramie „Kissho Tennyo”. Ponadto, tego samego roku, została reporterką w programie „Mezamashi TV” i ekskluzywną modelką w magazynie dla kobiet „Seventeen”. W 2010 roku zadebiutowała jako główna aktorka w dramie stacji TV Asahi „Kaoruko, Empress of the Night”, a także w filmie „Ongakubito”. Od tego czasu zagrała w wielu popularnych produkcjach.
Następnie od kwietnia 2012 do września 2018 roku pracowała jako prezenterka programu informacyjnego „News Zero” w stacji NTV, w tym czasie ukończyła siedmioletnie studia na Uniwersytecie Ferris, rozwijając jednocześnie karierę w show-biznesie. Od 2012 do 2015 roku zyskała popularność jako modelka magazynu „non-no”. W 2014 roku zajęła 8. pozycję na liście „100 najpiękniejszych twarzy świata”, publikowaną corocznie przez amerykańską stronę poświęconą filmom TC Candler, co było jej najwyższym osiągnięciem spośród pięciu nominacji w latach 2012-2016.
9 marca 2022 roku ogłosiła, że po finalizacji 16-letniego kontraktu (31 marca 2022) z agencją Sweet Power, stanie się osobą niezależną, działającą bez agencji.
W 2023 roku wystąpiła w produkcji netflixa jako Tekla w filmie „Czerwony Kapturek na tropie”. 12 marca 2024 roku podano informację, że Kiritani dołączy do zespołu programu informacyjnego NTV „News Every.” jako prezenterka. Jej pierwszy występ w telewizji początkowo był przewidziany na 27 marca, lecz z powodu złego samopoczucia, zadebiutowała 3 kwietnia.

### Życie prywatne
24 lipca 2018 roku Kiritani i aktor Shohei Miura zarejestrowali swój związek małżeński. Para zaczęła się spotykać na początku 2017 roku, po wspólnym występie na planie dramy „A Girl & Three Sweethearts”. Ceremonia ślubna odbyła się na Hawajach 16 grudnia 2018 roku, w dniu jej 29. urodzin, następnie zorganizowali przyjęcie weselne w hotelu w Tokio 23 grudnia.
4 lutego 2020 roku Kiritani podała na Instagramie, że spodziewa się dziecka. 6 lipca poinformowała, że urodziła swoje pierwsze dziecko, chłopca.

## Filmografia

### Dramy
| Rok  | Tytuł                                                                                                   | Rola                           | Stacja telewizyjna | Uwagi                             |
| ---- | --- | ------------------------------ | ------------------ | --------------------------------- |
| 2006 | Kissho Tennyo (吉祥天女)                                                                                | Yuiko Asai                     | TV Asahi           |                                   |
| 2006 | Short Film Road (ショートフィルム道)                                                                    |                                | BS-TBS             | Główna rola, odc. 4               |
| 2006 | Honto ni Atta Kowai Hanashi: Summer Special 2006 (夏の特別編 2006)                                      | Minako Nagasawa                | Fuji TV            | Główna rola, jednoodcinkowa drama |
| 2006 | Koi Suru Nichiyobi: New Type (恋する日曜日 ニュータイプ)                                                | Kanako Morie                   | BS-TBS             | Odc. 6                            |
| 2007 | Koi Suru Nichiyobi: Series 3 (恋する日曜日 （サードシリーズ）)                                          | Natsuki Sannomiya              | BS-TBS             | Główna rola, odc. 4               |
| 2007 | Kira Kira Kenshui (きらきら研修医)                                                                      | Kana Fujino                    | TBS                | Odc. 7                            |
| 2007 | Hanazakari no kimitachi e (花ざかりの君たちへ ～イケメン♂パラダイス～)                                  | Kanna Amagasaki (Uczennica)    | Fuji TV            |                                   |
| 2007 | Deru toko demasho! (出るトコ出ましょ！)                                                                 | Mariko Fujino                  | Fuji TV            | Jednoodcinkowa drama              |
| 2008 | Hanazakari no Kimitachi e Special (花ざかりの君たちへ イケメン♂パラダイス～卒業式＆７1/2話スペシャル～) | Kanna Amagasaki (Uczennica)    | Fuji TV            | Jednoodcinkowa drama              |
| 2008 | Danso no Reijin (男装の麗人 ～川島芳子の生涯～)                                                         | Fumiyo Wakisaka                | TV Asahi           | Jednoodcinkowa drama              |
| 2009 | 33 pun tantei (帰ってこさせられた３３分探偵)                                                            | Noriko Kurayoshi               | Fuji TV            |                                   |
| 2009 | Love Game                                                                                               | Honami Otsuka                  | ytv                | Odc. 9                            |
| 2009 | Otomen Natsu (オトメン(乙男))                                                                           | Miyabi Oharida                 | NTV                |                                   |
| 2010 | Kaoruko, Empress of the Night (女帝 薫子)                                                               | Saya Nishimura                 | TV Asahi           | Główna rola                       |
| 2010 | Natsu no Koi wa Nijiiro ni Kagayaku (夏の恋は虹色に輝く)                                                | Sakura Miyase                  | Fuji TV            |                                   |
| 2011 | The Music Show (ザ・ミュージックショウ)                                                                 | Kaoru Yamazaki                 | NTV                | Główna rola, jednoodcinkowa drama |
| 2011 | Arakawa Under the Bridge (荒川アンダーザ ブリッジ)                                                      | Nino                           | TBS                | Główna rola                       |
| 2011 | HUNTER - Women After Reward Money (HUNTER～その女たち、賞金稼ぎᦉ)                                       | Jun Motomura                   | Fuji TV, Kansai TV |                                   |
| 2012 | 13-sai no Hello Work (13歳のハローワーク)                                                               | Mano Shoko                     | TV Asahi           | Główna rola                       |
| 2012 | Shinikare (シニカレ)                                                                                    | Ruriko Enomoto                 | Fuji TV            | Główna rola                       |
| 2012 | GTO Aki mo Oni Abare Supesharu! (GTO 秋も鬼暴れスペシャル)                                              | Shinomi Fujisaki               | Fuji TV, Kansai TV |                                   |
| 2013 | Apoyan (あぽやん)                                                                                       | Haruko Morio                   | TBS                | Główna rola                       |
| 2013 | Cheap Flight (チープ フライト)                                                                          | Yuka Kuramochi                 | NTV                |                                   |
| 2013 | Galileo (ガリレオ)                                                                                      | Wakana Isotani / Haruna Mikami | Fuji TV            | Sezon 2                           |
| 2013 | Saito-san 2 (斉藤さん2)                                                                                 | Maya Yamauchi                  | NTV                | Główna rola                       |
| 2013 | Andô Lloyd: A.I. Knows Love? (安堂ロイド～A.I. knows LOVE ?～)                                          | Piękna tajemnicza dziewczyna   | TBS                |                                   |
| 2014 | Gunshi Kanbei (軍師官兵衛)                                                                              | Dashi                          | NHK                | Taiga drama                       |
| 2014 | Shinigami-kun (死神くん)                                                                                | Przełożona Shinigami-kuna      | TV Asahi           |                                   |
| 2014 | Tsui no Sumika (終の棲家)                                                                               | Tomoko Asakura                 | NHK                | Główna rola                       |
| 2014 | Honto ni Atta Kowai Hanashi: 15th Anniversary Special (ほんとにあった怖い話 ~ 15周年スペシャル)         | Risa Takimoto                  | Fuji TV            | Główna rola, jednoodcinkowa drama |
| 2014 | Jigoku Sensei Nube (地獄先生ぬ～べ～)                                                                   | Ritsuko Takahashi              | NTV                |                                   |
| 2015 | Atelier (アンダーウェア)                                                                                | Mayuko Tokita                  | Netflix            | Główna rola                       |
| 2016 | Sumika Sumire (スミカスミレ)                                                                            | Sumire Kisaragi                | TV Asahi           | Główna rola                       |
| 2016 | A Girl & Three Sweethearts (好きな人がいること)                                                         | Misaki Sakurai                 | Fuji TV            | Główna rola                       |
| 2017 | It's All About the Looks (人は見た目が100パーセント)                                                    | Jun Jonouchi                   | Fuji TV            | Główna rola                       |
| 2017 | The Public Enemy (民衆の敵〜世の中、おかしくないですか!?〜)                                             | Operator                       | Fuji TV            | Cameo, odc. 1                     |

### Filmy
| Rok  | Tytuł                                                                        | Rola                   | Uwagi       |
| ---- | ---------------------------------------------------------------------------- | ---------------------- | ----------- |
| 2006 | Haru no ibasho (春の居場所)                                                  | Aoyama                 |             |
| 2007 | Akai bunka jutaku no hatsuko (赤い文化住宅の初子)                            | Yamaguchi              |             |
| 2008 | Classmates (同級生)                                                          | Nozomi Hayakawa        | Główna rola |
| 2008 | Taiikukan Baby (体育館ベイビー)                                              | Nozomi Hayakawa        |             |
| 2008 | Drop (ドロップ)                                                              | Misaki Asakura         |             |
| 2009 | Yamagata Scream (山形スクリーム)                                             | Chuko Kaburagi         |             |
| 2010 | Memoirs of a Teenage Amnesiac (誰かが私にキスをした)                         | Yumi                   |             |
| 2010 | Ongakubito (音楽人)                                                          | Shion Mizuno           | Główna rola |
| 2010 | Kimi ni Todoke (君に届け)                                                    | Ume Kurumizawa         |             |
| 2011 | Gene Waltz (ジーン･ワルツ)                                                   | Yumi Aoi               |             |
| 2011 | Runway Beat (ランウェイ☆ビート)                                              | Miki Tachibana         | Główna rola |
| 2011 | Snowflake (スノーフレーク)                                                   | Mano                   | Główna rola |
| 2011 | Ranhansha (乱反射)                                                           | Shima Kase             | Główna rola |
| 2011 | Usagi Drop (うさぎドロップ)                                                  | Kazumi Kawachi         |             |
| 2012 | Arakawa Under the Bridge the Movie (荒川アンダー ザ ブリッジ)                | Nino                   | Główna rola |
| 2012 | Ace Attorney (逆転裁判)                                                      | Mayoi Ayasato          | Główna rola |
| 2012 | Until the Break of Dawn (ツナグ)                                             | Kirari Hinata          |             |
| 2012 | I Have to Buy New Shoes (新しい靴を買わなくちゃ)                             | Suzue Yagami           |             |
| 2013 | Crying 100 Times: Every Raindrop Falls (100回泣くこと)                       | Yoshimi Sawamura       | Główna rola |
| 2013 | Asa Hiru Ban (あさひるばん)                                                  | Yumiko                 |             |
| 2014 | Team Batista Final: Kerberos no Shōzō (チームバチスタFINAL ケルベロスの肖像) | Yoko Betsumiya         |             |
| 2014 | Jossy's (女子ーズ)                                                           | Naoko Akagi / Czerwona | Główna rola |
| 2015 | Assassination Classroom (映画 暗殺教室)                                      | Aguri Yukimura         |             |
| 2015 | Vampire in Love (恋する・ヴァンパイア)                                       | Kiira                  | Główna rola |
| 2015 | Heroine Disqualified (ヒロイン失格)                                          | Hatori Matsuzaki       | Główna rola |
| 2016 | Assassination Classroom: The Graduation (暗殺教室 - 卒業編-)                 | Aguri Yukimura         |             |
| 2017 | Zemsta i władza (リベンジgirl)                                               | Miki Takaraishi        | Główna rola |
| 2023 | Czerwony Kapturek na tropie (ずきん、旅の途中で死体と出会う。)               | Tekla                  |             |

## Nagrody i nominacje
| Rok  | Ceremonia                                                 | Kategoria                      | Nominowany     | Rezultat | Przy.  |
| ---- | --------------------------------------------------------- | ------------------------------ | -------------- | -------- | ------ |
| 2014 | Nagrody Cotton USA                                        | W kategorii Kobieta            | Mirei Kiritani | Wygrana  | [ 15 ] |
| 2014 | Nagroda „Królowa Paznokci”                                | W kategorii Aktorka            | Mirei Kiritani | Wygrana  | [ 16 ] |
| 2014 | Nagroda dla Najlepszego Karaagenisty                      | W kategorii Modelka            | Mirei Kiritani | Wygrana  | [ 17 ] |
| 2015 | Japońskie Nagrody dla Najlepiej Wyglądających w Okularach | W kategorii Gwiazda (Kobieta)  | Mirei Kiritani | Wygrana  | [ 18 ] |
| 2015 | Nagroda dla Najlepszego Karaagenisty                      | W kategorii Modelka            | Mirei Kiritani | Wygrana  | [ 19 ] |
| 2016 | Nagroda dla Najlepszego Formalisty                        | W kategorii Kobieta            | Mirei Kiritani | Wygrana  | [ 20 ] |
| 2016 | Wybór VoCE                                                | Najpiękniejsza Twarz Roku 2016 | Mirei Kiritani | Wygrana  | [ 21 ] |
| 2016 | Nagroda dla Najlepszego Karaagenisty                      | W kategorii Aktorka            | Mirei Kiritani | Wygrana  | [ 22 ] |
| 2017 | Nagroda dla Najlepszego Karaagenisty                      | W kategorii Aktorka            | Mirei Kiritani | Wygrana  | [ 23 ] |
| 2018 | Nagroda dla Najlepszego Karaagenisty                      | W kategorii Aktorka            | Mirei Kiritani | Wygrana  | [ 24 ] |